# Коваленко, Евгений Олегович
Евге́ний Оле́гович Ковале́нко (укр. Євгеній Олегович Коваленко; род. 11 августа 1992, Запорожье) — украинский футболист, полузащитник

## Игровая карьера
Воспитанник запорожской СДЮШОР «Металлург». После окончания обучения играл за «Металлург-2» во второй украинской лиге, а затем защищал цвета «казаков» в молодёжном первенстве. В 2013 был вызван на сборы с основной командой в Турцию. Периодически принимал участие в товарищеский матчах за основную команду. С 2014 года играл в первой лиге за «Полтаву» и «Николаев», промежутки в карьере заполняя матчами за любительский запорожский клуб «Россо Нерро».
В январе 2016 года был приглашён на просмотр в грузинский «Зугдиди», который недавно возглавил украинец Юрий Бакалов. Вместе с Коваленко в расположение клуба прибыли его соотечественники Сергей Чеботарёв и Николай Вечурко. Впоследствии Вечурко покинул команду, а двое других футболистов отправились с «Зугдиди» на сбор в Турцию, после чего заключили с командой контракты.
В высшем дивизионе чемпионата Грузии Коваленко дебютировал 23 февраля 2016 года в выездном матче против «Торпедо» (Кутаиси). Полузащитник вышел на поле на 41-й минуте матча, заменив Цотне Самушия. Следующую игру со «Цхинвали» украинец начинал в стартовом составе, после чего на 58-й минуте открыл счёт. Позже хозяева отыгрались и матч завершился вничью 1:1.
В августе 2020 года был представлен в качестве игрока МФК «Николаев». В составе «корабелов» в первой лиге дебютировал 5 сентября 2020 года в игре против «Кристалла». 1 октября 2020 года перешёл в «Металлург» (Запорожье).